# KV (série de chars)
Pour les articles homonymes, voir KV.
 (juin 2014).
Si vous disposez d'ouvrages ou d'articles de référence ou si vous connaissez des sites web de qualité traitant du thème abordé ici, merci de compléter l'article en donnant les références utiles à sa vérifiabilité et en les liant à la section « Notes et références ».
La série de chars KV (initiales du ministre de la défense de l'URSS entre 1925 et 1940, le maréchal Kliment Vorochilov) est une série de chars de rupture soviétique qui a été produite de 1939 à 1943. Les chars sont conçus et fabriqués par le bureau SKB-2 de l’usine de chars Kirov à Léningrad. La série KV inclut divers prototypes et chars d'essais, dont les modèles KV-1 et KV-2 ont été fabriqués en série. Au cours de la Seconde Guerre mondiale, l'usine de tracteurs de Tcheliabinsk a également produit des chars KV.
La série KV est une désagréable surprise pour la Wehrmacht lors de l’opération Barbarossa : les chars de la série étaient à l'époque quasiment invulnérables à toutes ses armes excepté le mythique canon antiaérien Flak de 88 mm ainsi que le canon de campagne de 105 mm s .K 1 810,5 cm kanone et les tirs directs d’artillerie. Les soldats allemands pouvaient aussi s'approcher par derrière pour aller mettre une mine entre la tourelle et le châssis mais, cette méthode était très risquée car il fallait d'abord éviter les tirs de mitrailleuses puis, grimper sur le char souvent en mouvement. C'est pour ça qu'il était préférable de laisser les canons de Flak "doubles 8" s'en charger.

## Histoire
Le développement de ce char lourd débute en 1938. Le premier prototype fut réalisé en août 1939. Il a été vu en action pour la première fois en décembre 1939 sur la ligne Mannerheim. 

## Variantes produites
- KV-1 modèle 1939 : 1re version de série construite d’après le prototype débarrassé de son 45 mm.
- KV-2 : dérivé armé d'un obusier M-10 raccourci pour l’attaque des fortifications. Le KV-2 est une variante du KV-1 modèle 1940, d'abord armée d'un obusier U-11 de 122 mm puis armée d'un obusier de 152 mm M10 avec des obus antibéton comme arme principale. Un projet de KV-2 équipé en tant qu'armement principal un canon 107 mm ZiS-6 eut lieu et ce char aurait pu aisément détruire un Tigre 1 allemand. Il était excellent lors des essais à l'approche des Allemands de Leningrad. Le char sera détruit et les projets en découlant seront abandonnés. La caisse et le châssis sont identiques. Les prototypes utilisés pendant la guerre d'Hiver ne possèdent que le canon de 122 mm ou de 152 mm. Afin de supporter l'obusier de 152 mm, une tourelle plus grande a été élaborée, tourelle qui lui fera défaut à cause d'un centre de gravité trop élevé (la tourelle mesure plus de 3 m de haut). Autre défaut de son armement est le recul imposant à l'équipage du char d'ouvrir le feu sur terrain plat et dans le sens de la longueur de l'engin sous peine de basculer sur le côté. Le KV-2 pèse 52 tonnes. Il a été produit à environ 300 exemplaires.

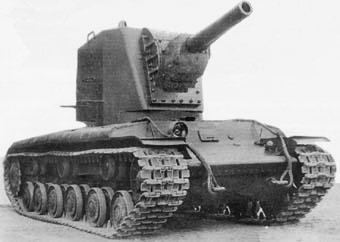
KV-2 modèle 1940

- KV-1 modèle 1940 : 2e version de série avec moteur V-2k et canon F-32
- KV-1e : modification consistant à surblinder le char en boulonnant des plaques de 15 mm Mais les modifications étant bien trop coûteuses en temps et argent, elles sont annulées. De plus du fait du poids des boulons, le char devient trop lourd.
- KV-1 modèle 1941 : 3e version de série, canon ZIS-5 et tourelle soudée plus solide.
- KV-8 : version lance-flammes dérivé du modèle 1941, canon de 45 mm 20K (92 coups) faute de place et lance-flammes ATO-41 (960 litres) à la place de la mitrailleuse coaxiale et 3 mitrailleuses avec 3400 coups.
- KV-1s : version allégée à 42,5 tonnes, canon F-34 ou ZIS-5, nouvelle tourelle.
- KV-8s : semblable au KV-8, mais basé sur le KV-1s.
- KV-85 : version combinant le châssis KV-1s avec la tourelle du IS-1 (ou IS-85).
- SU-152 : chasseur de char armé d'un canon de 152 mm, produit à partir de février 1943.

### KV-1
Le KV-1 est le premier modèle produit en série et est la base de tous les autres modèles de la série KV. Le KV-1 utilise pour la première fois le moteur V12 Diesel V-2 de 500 chevaux, puis le V-2k de 600 chevaux (modèle 1940), version modifiée du mobile T-34. Tous les KV-1 ont un canon de 76,2 mm comme arme principale : Le L-11 du SMK pour les prototypes des modèles 1939, le F-32 pour les chars jusqu'aux modèles 1941, puis le ZIS-5 pour les modèles suivants. De mars 1940 à août 1942, 2 769 véhicules seront fabriqués.

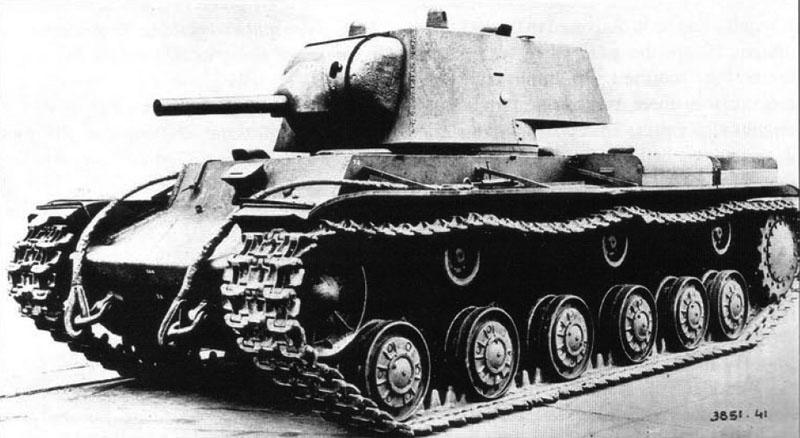
KV-1, modèle 1939
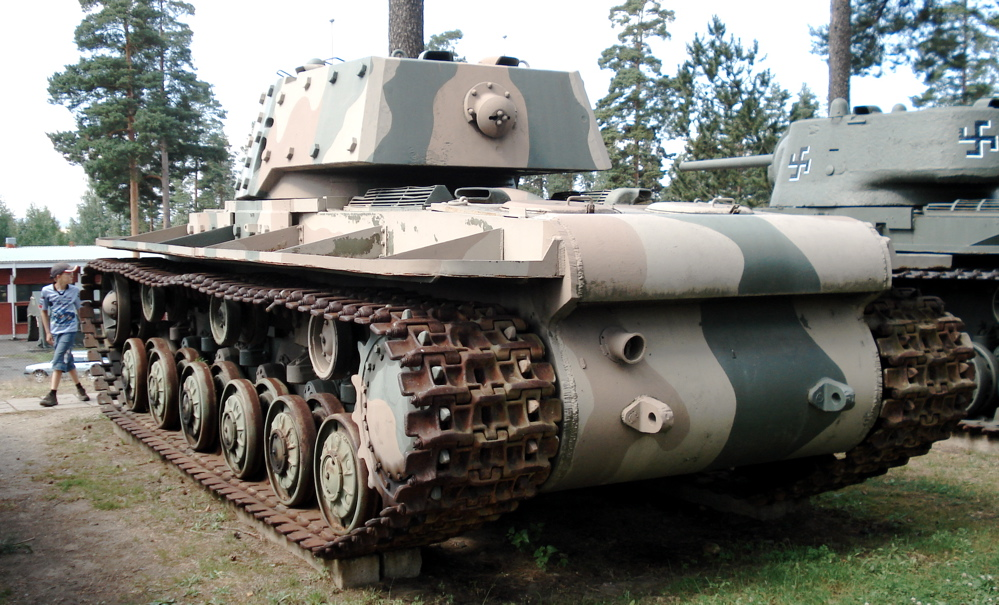
KV-1e, modèle 1941
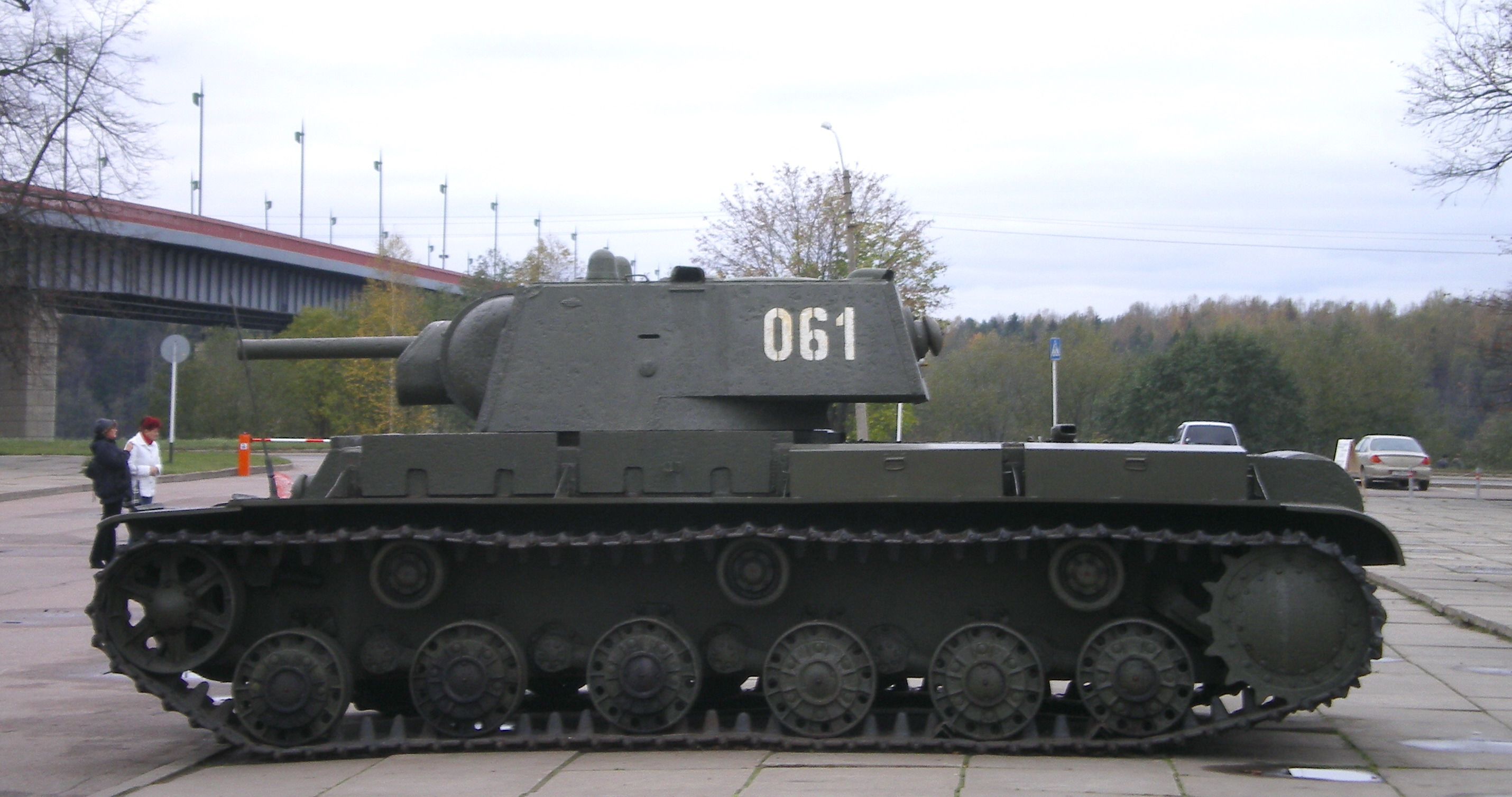
KV-1, modèle 1941, muni du canon F-32
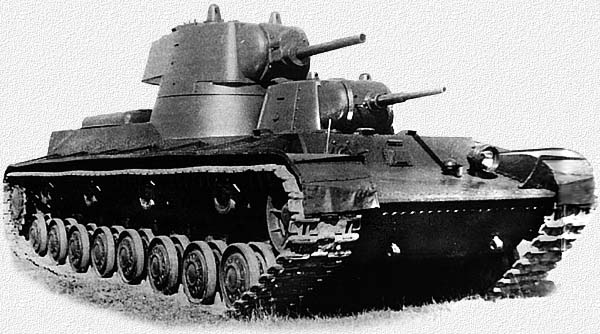
SMK

### KV-2
Le KV-2 est une variante du KV-1 modèle 1940,d'abord armée d'un obusier U-11 de 122 mm puis armée d'un obusier de 152 mm M10 avec des obus antibéton comme arme principale. Un projet de KV-2  équipé d'un canon de 107 mm zis 6 ce char aurait pu aisément détruire un Tigre 1. Cependant lors des essais, à l'approche des Allemands de Léningrad le char sera détruit et les projets en découlant abandonnés. La caisse et le châssis sont identiques. Les prototypes utilisés pendant la guerre d'Hiver ne possèdent que le canon de 122 mm ou de 152 mm. Afin de supporter l'obusier de 152 mm, une tourelle plus grande a été élaborée, tourelle qui lui fera défaut à cause d'un centre de gravité trop élevé (la tourelle mesure plus de 3 m de haut). Autre défaut de son armement est le recul imposant à l'équipage du char d'ouvrir le feu sur terrain plat et dans le sens de la longueur de l'engin sous peine de basculer sur le côté. Le KV-2 pèse 52 tonnes. Il a été produit à environ 300 exemplaires.

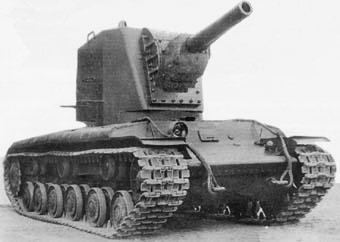
KV-2 modèle 1940

### KV-1s
Ce modèle, nommé KV-1s (s pour « skorostniy », rapide en russe), fut construit pour améliorer l'efficacité, surtout au niveau de la mobilité, du KV-1. Il pèse 42,5 tonnes et est construit à 1 230 exemplaires entre 1942 et 1943. Le blindage de la caisse a été réduit par rapport au KV-1 et il est muni d'une tourelle en fonte plus petite. Le KV-1s est propulsé par le moteur Diesel V-2k de 600 chevaux. Il est équipé du canon ZIS-5 de 76,2 mm et d'une tourelle de commandement (les autres modèles de KV-1 offrent une très mauvaise visibilité pour l’équipage et le commandant de char, notamment en raison du dessin de la tourelle).

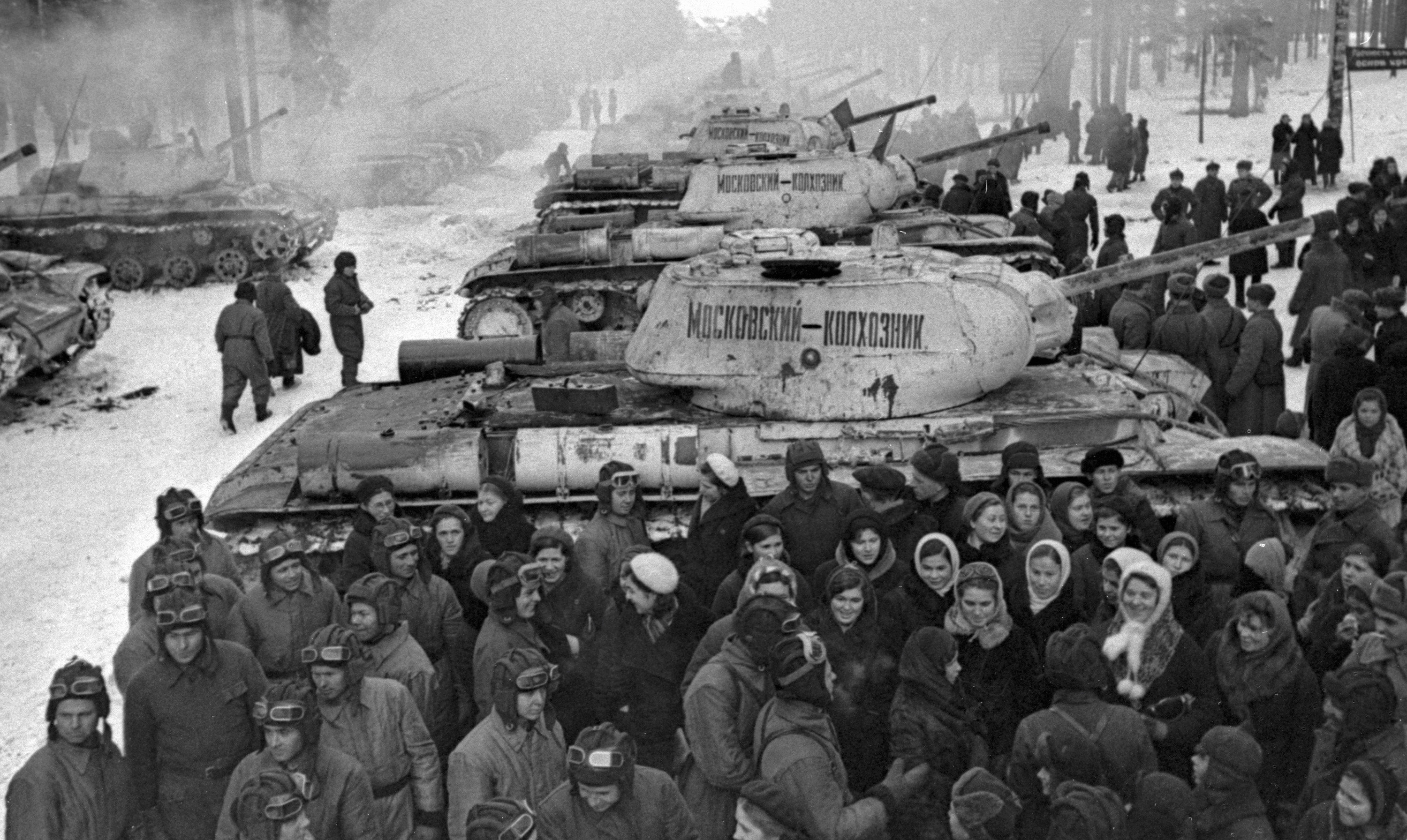
Le 1er décembre 1942, cérémonie de remise officielle à l'Armée rouge du KV-1s Moskowski Kolchosnik, financé par des dons de paysans de la région de Moscou.

### KV-8 / KV-8s
Le KV-8 est la variante lance-flammes du KV-1. Doté de quatre hommes d'équipage et d'une masse de 47 tonnes, le KV-8 est développé par le bureau SKB-2 de l’usine de chars Kirov à Léningrad et construit à Tcheliabinsk. Le développement commence en 1941 et la production en série en 1942. Il est équipé d'un canon M1938 de 45 mm et d'un lance-flammes ATO-41. Le réservoir du lance-flammes a une capacité de 670 litres, portée plus tard à 960 litres.
Dès 1943, une version lance-flammes du KV-1s est produite sous le nom de KV-8s. La mitrailleuse coaxiale a été remplacée par le lance-flammes ATO-42, une version améliorée de l'ATO-41, possédant un réservoir de liquide inflammable de 600 litres, puis de 800 litres. Le KV-8s pèse 5 tonnes de moins que le KV-8.

### KV-14
KV-14 est le nom original du chasseur de char SU-152 basé sur le KV-1s.

### KV-85

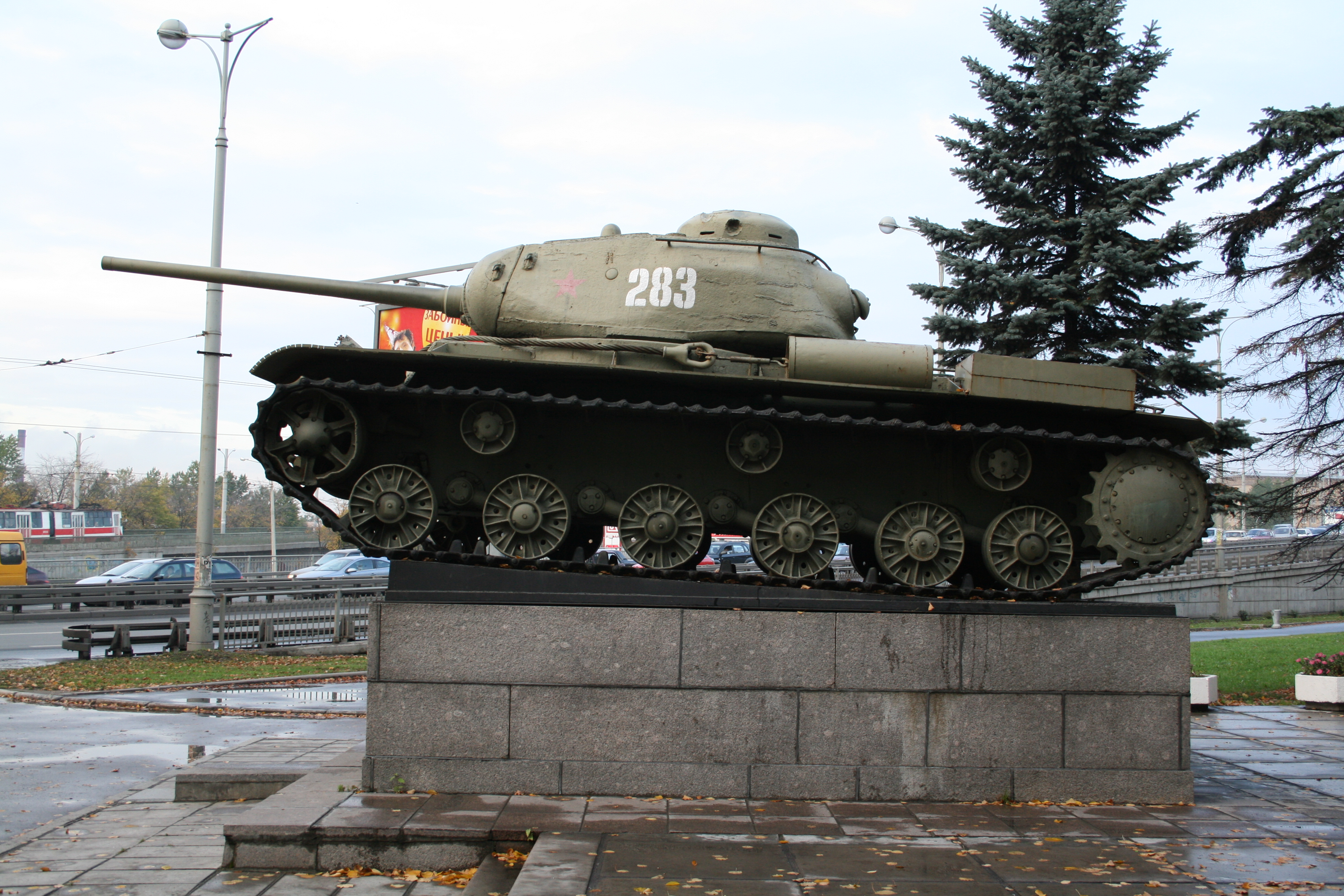

Le KV-85 est un modèle de transition entre le KV-1s de 1943 et le JS-1. Le KV-85 est produit dans l'usine de tracteurs de Tcheliabinsk. Le KV-85 garde la caisse et le châssis du KV-1s sur lesquels est posée une nouvelle tourelle, développée pour le futur JS-1, munie du canon D-5T de 85 mm peu précis mais doté de bonnes capacités de pénétration. Elle est un peu améliorée pour le JS-1. Il pèse 46 tonnes. La mitrailleuse coaxiale, comme sur le T-34, est montée sur le côté droit de la caisse. Le KV-85 est propulsé par le moteur Diesel V-2k de 600 chevaux. Il est produit à 130 exemplaires et distribué à certaines unités en octobre-novembre 1943.

## Variantes expérimentales
- Objet 150, T-150 ou KV-150 : Prototype de char lourd développé à partir de l'été 1940. Très similaire au KV, il différait de ce dernier par l'apparition d'un tourelleau pour le chef de char, l'utilisation du canon de 76 mm F-32, un renforcement du blindage frontal passant alors à 90 mm et une meilleure motorisation sous la forme du V-5 de 700 ch. Le développement du char sera arrêté avant la guerre mais le seul prototype sera quand même envoyé au front. Le char sera endommagé et réparé à plusieurs reprises, n'étant définitivement rayé des listes qu'en août 1943.
- Objet 220, T-220 ou KV-220 : Prototype de char lourd ayant été abandonné à cause d'une panne de moteur lors de sa fabrication, durant l'été 1940. Il avait pour caractéristique un châssis rallongé, un blindage frontal de 100 mm à l'avant de la caisse et sur les flancs, et un blindage de 80 mm sur la partie arrière de la caisse. Une nouvelle tourelle blindée de 90 à 100 mm été conçue afin d'accueillir le canon de 85 mm F-30.
- Objet 221 ou T-221 : Projet de char lourd développé parallèlement à l'Objet 220. Les deux chars partageaient un armement et une conception similaires mais l'Objet 221 n'était blindé qu'à un maximum de 90 mm.
- Objet 222 ou T-222 : Projet de char lourd développé à partir de mars 1941 sur la base du char lourd T-150. Le tourelleau du chef de char a été amélioré par rapport au modèle précédent et le char était armé du canon 76 mm F-34.
- Objet 223 ou KV-3 : Parallèlement au développement de l'Objet 220 est lancé à l'été 1940 l'étude d'un successeur au KV-1 doté d'un blindage de 90 mm. Produit par l'usine Kirov de Léningrad, il est prévu pour une production en série par une directive du 15 mars 1941. En avril, il est demandé que le blindage soit porté à 115 mm, puis que la tourelle puisse accueillir le canon ZiS-6 de 107 mm. La plate-forme du T-220 est reprise avec un moteur V-5 de 700 chevaux. Le projet sera abandonné en faveur du KV-4, notamment à cause de l'apparition de nouveaux chars allemands.
- Objet 224 ou KV-4 : Projet de char de rupture super-lourd de 82,5  à   107,7 tonnes. 27 projets ont été proposés par divers ingénieurs mais les travaux seront interrompus en mai 1941, en faveur du KV-5. Le char devait être armé d'un canon principal de 107 mm ZiS-6 ainsi que d'un canon secondaire de 45 mm.
- Objet 225 ou KV-5 : Projet de char de rupture super-lourd de 90 à 100 tonnes. Le char conservait le même armement principal que le KV-3 et KV-4 mais présentait un blindage encore plus important, allant de 150  à   170 mm de face. Le développement du char débuta avant la guerre et se poursuivit jusqu'à la fin de l'été 1941 avant d'être abandonné, le KV-5 n'étant plus jugé raisonnable dans le contexte de la guerre.
- Objet 226 ou KV-6 : Projet d'une version simplifiée de l'Objet 222 avec une boîte de vitesses à 5 rapports. Le développement du char a été arrêté suivant le déclenchement de la guerre.
- Objet 227 ou KV-7 : Prototype de char d'assaut à casemate dont le développement débuta fin 1941. La première version produite comportait un canon de 76,2 mm et deux canons de 45 mm. Peu pratique et peu précise, cette configuration sera abandonnée et le char sera alors rééquipé avec seulement deux canons de 76,2 mm. Un autre projet était de convertir le KV-7 en un "destructeur de bunkers". Ce projet évoluera et deviendra le KV-14 ou SU-152.
- Objet 229 ou KV-9 : Prototype de char lourd armé de l'obusier de 122 mm M-30 compris dans le système U-11. Construit en décembre 1941, le véhicule n'avait pas pour but d'accroître la puissance de feu du KV mais de permettre d'armer des chars durant la pénurie de canons de 76,2 mm qui existait alors en maximisant la production à partir de pièces locales. Suivant la découverte de nombreux problèmes et d'un manque d'intérêt par rapport à d'autres projets, le KV-9 fut abandonné au printemps 1942.
- Objet 230 ou KV-1K : Prototype de char lourd équipé du système lance-roquettes KARST-1 ("Короткая Артиллерийская Ракетная Система Танковая", "Système d'artillerie lance-roquettes court pour chars"). Le char a été produit à la fin du printemps 1942 et était équipé de quatre lanceurs à deux rails, deux sur chaque côté du char, pour roquettes de 132 mm M-13.
- Objet 232 ou KV-12 : Prototype de char lourd dit "chimique". Doté de réservoirs spéciaux d'une capacité totale de 625 litres et d'un pulvérisateur, le KV-12 devait pouvoir pulvériser des agents chimiques ou de la fumée. Le char sera abandonné après ses essais en juin 1942 par manque d'intérêt de l'armée envers le véhicule.
- Objet 233, KV-13 ou IS-1 : Prototype de char lourd radicalement différent des autres KV. Développé à partir du printemps 1942, le KV-13 présentait un profil de blindage mieux optimisé ainsi qu'une nouvelle tourelle et un nouveau groupe motopropulseur, permettant au char de conserver un poids relativement peu élevé pour une protection supérieure. Bien que novateur, le char accumulait les problèmes et le développement de cette version sera arrêté. Une nouvelle version améliorée du véhicule vit le jour sous le même index "233" et évoluera en "237" ou IS-1.
- Objet 238 : Prototype de char lourd développé sur la base du KV-1s à partir du printemps 1943. Le char était armé du canon de 85 mm S-31, installé dans une tourelle non modifiée de KV-1s. Le projet sera jugé moins important que ceux de l'Objet 237 (futur IS-1) et de l'Objet 239 (futur KV-85) et sera abandonné en août 1943 en raison des mauvais résultats obtenus par le véhicule et son canon durant les essais. L'idée d'installer un canon de 85 mm dans la tourelle basique du KV-1s perdurera et mènera durant l'année 1944 à la construction d'un prototype armé du canon S-28, identique au S-53.
- KV-85 (S-34) : Prototype de char lourd développé sur la base du KV-85 à partir de l'hiver 1943. Afin de servir de banc d'essai à la prochaine génération de chars lourds, il fut décidé d'installer dans un KV-85 un canon de 100 mm S-34 récemment développé. Une nouvelle tourelle inversée sera construite, pour y accueillir le canon dont la culasse s'ouvrait vers la droite. Les travaux seront transférés sur un char IS, qui prendra le nom d'Objet 248, ou IS-5[2].
- KV-85 (D-25) : Prototype de char lourd développé sur la base du KV-85 à partir du printemps 1944. Conçu à partir d'une initiative de l'usine de Tcheliabinsk et non pas d'une demande de l'état, ce char réutilisait le châssis du premier Objet 239 (KV-85) combiné à une tourelle d'IS-2. Le nombre de KV-85 disponibles diminuant à grande vitesse et la production des chars IS augmentant, ce projet de conversion sera rapidement abandonné.

## Engagements

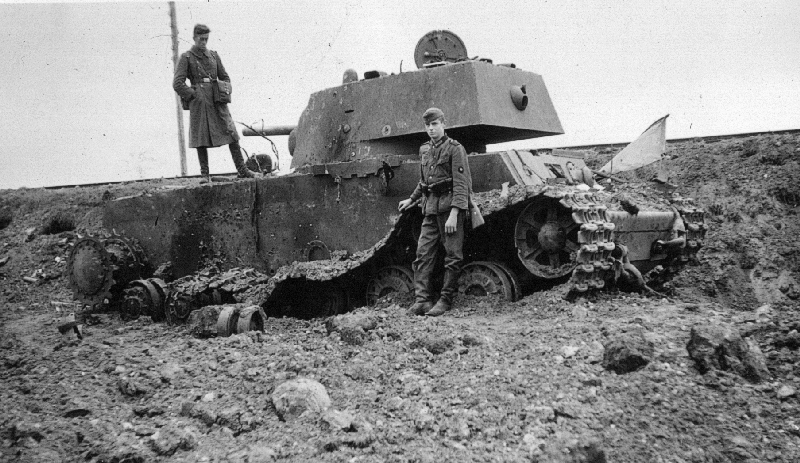
Char lourd KV-1 soviétique détruit près de Kaunas en juin 1941.

Le prototype et les quelques exemplaires engagés en Finlande en 1940 se comportèrent brillamment ; ils furent l’une des armes qui permirent aux Soviétiques de percer enfin la ligne Mannerheim, mettant un terme à la guerre d'Hiver à leur avantage. Le char fut ensuite déployé en grand nombre dans l’Armée rouge pendant l’année, si bien qu'au moment de l’attaque allemande de juin 1941 639 étaient en service. Mais comme pour le T-34, l’inexpérience des équipages et l’organisation de l’Armée rouge à cette époque, combinées à ses petits défauts de jeunesse (en particulier la boîte de vitesses), furent désastreuses. Les kV-1 engagés en ordre dispersé et après de longues marches d’approche, furent souvent abandonnés ou capturés du fait de pannes mécaniques. En revanche lorsqu’ils arrivaient opérationnels au combat, ils posaient, du fait de leur relative invulnérabilité, de nombreux soucis aux Allemands. À plusieurs reprises, un seul kV-1 bloqua l’avance allemande, le temps que l'aviation ou l’épuisement du carburant et des munitions permit de le neutraliser.
Leur seul emploi à peu près groupé eut lieu lors de la contre-offensive contre le PanzerGruppe 1 du général Von Kleist, aux alentours de Rovno en Ukraine : cette bataille faillit tourner à l'avantage des Soviétiques, malgré le manque de coordination et d’appui. Deux des divisions blindées engagées dans cette opération, la 8e et la 10e avaient respectivement 43 et 63 kV dans leurs effectifs. Elles en perdirent 13 et 11 au combat, 28 (ainsi que 2 coulés dans un marais) et 34 sur panne mécanique. Les pertes en matériel étaient de plus toutes définitives, du fait de l'avance de l'ennemi et de l'absence de moyens de dépannage adaptés.
Les pertes de l’été et les retards de production dus aux déplacements des industries vers l’est firent qu’à la fin 1941 très peu de chars kV-1 restaient en service. Il fallut attendre 1942 pour retrouver d’importants effectifs de chars lourds. Ces chars étaient dans un premier temps encore intégrés dans les brigades blindées qui avaient succédé aux corps mécanisés, mélangés avec les autres modèles de chars alors en service comme le T-34 ou le T-60.
Par la suite, de nouvelles unités spécifiques furent créées : les régiments de chars lourds de percée, équipées uniquement de 21 kV-1, puis de JS-2. Ces unités étaient mises à la disposition des commandants d’armée ou de front, qui les employaient comme renforts sur les points décisifs des opérations. Les chars lourds soviétiques, contrairement à l’emploi que faisaient les Allemands des leurs, n'avaient pas pour mission première le combat contre les blindés ennemis, rôle attribué aux chasseurs de chars de type SU et à l'artillerie antichar, mais la percée des lignes défensives adverses et donc le combat contre l'infanterie. Cette doctrine favorisait l’usage de canons tirant des obus à explosif brisant et donc antipersonnel, et une dotation en munitions privilégiant ce type d'objectif, les munitions anti-char n’étant embarquées qu’en cas de mauvaise rencontre. Les chars de type kV continuèrent à être utilisés aux côtés de leurs successeurs JS-1 et JS-2 jusqu’à la fin de la guerre en Europe et ne disparurent de l’inventaire de l'Armée rouge qu’après celle-ci.

## Renseignements techniques
| Caractéristiques générales KV-1s |                                                      |
| Longueur :                       | 6,9 m                                                |
| Largeur :                        | 3,35 m                                               |
| Hauteur :                        | 2,64 m                                               |
| Poids :                          | 42,5 t                                               |
| Vitesse :                        | 43 km/h (route) 18 km/h (tout-terrain)               |
| Rayon d'action :                 | 160 km                                               |
| Armement principal :             | 1 canon F-34 ou ZIS-5 de 76,2 mm (114 obus)          |
| Armement secondaire :            | 3 mitrailleuses DT de 7,62 mm Degtyarev (3000 coups) |
| Motorisation :                   | V12 V-2K Diesel de 600 cv                            |
| Blindage                         | caisse: 60 mm tourelle: 75 mm                        |
| Équipage :                       | 5                                                    |

| Caractéristiques générales SU-152 |                                        |
| Longueur :                        | 8,95 m                                 |
| Largeur :                         | 3,25 m                                 |
| Hauteur :                         | 2,45 m                                 |
| Poids :                           | 45,5 t                                 |
| Vitesse :                         | 43 km/h (route) 14 km/h (tout-terrain) |
| Rayon d'action :                  | 165 km                                 |
| Armement principal :              | 1 obusier ML-20S de 152,4 mm (20 obus) |
| Motorisation :                    | V12 V-2K Diesel de 600 CV              |
| Blindage                          | 60 mm masque du canon : 75 mm          |
| Équipage :                        | 5                                      |

## Production
Usine no 100 Kirov de Léningrad (LKZ), transférée par la suite, dans l'Oural à Tcheliabinsk (ChKZ) surnommée « Tankograd ».
| 1940 | 1941 | 1942    | 1943 |
| 141  | 1121 | 1753(*) | ?(*) |

(*)dont 1370 KV-1s et 130 kV-85.

Fin de la production en avril 1943.